# Ophiuridae
De Ophiuridae zijn een familie van slangsterren uit de orde Ophiurida.

## Geslachten
- Onderfamilie Ophioleucinae Matsumoto, 1915
  - Eirenura Thuy, 2011 †
  - Ophiernus Lyman, 1878
  - Ophioleuce Koehler, 1904
  - Ophiopallas Koehler, 1904
  - Ophiopinna Hess, 1960 †
  - Ophiopyren Lyman, 1878
  - Ophiostriatus Madsen, 1983
  - Sinosura Hess, 1964 †
- Onderfamilie Ophiurinae
  - Abyssura Belyaev & Litvinova, 1976
  - Amphiophiura Matsumoto, 1915
  - Anthophiura H.L. Clark, 1911
  - Aspiduriella Bolette, 1998 †
  - Astrophiura Sladen, 1879
  - Bathylepta Belyaev & Litvinova, 1972
  - Euvondrea Fell, 1961
  - Felderophiura Jagt, 1991 †
  - Gymnophiura Lütken & Mortensen, 1899
  - Haplophiura Matsumoto, 1915
  - Hofmannistella Detre, 1971 †
  - Ophiambix Lyman, 1880
  - Ophiochalcis Koehler, 1930
  - Ophiochrysis Koehler, 1904
  - Ophiocrossota H.L. Clark, 1928
  - Ophiocten Lütken, 1855
  - Ophioctenella Tyler, Paterson, Sibuet, Guille, Murton & Segonzac, 1995
  - Ophiogona Studer, 1876
  - Ophiolebella Mortensen, 1936
  - Ophiomages Koehler, 1922
  - Ophiomastus Lyman, 1878
  - Ophiomisidium Koehler, 1914
  - Ophionotus Bell, 1902
  - Ophiopenia H.L. Clark, 1911
  - Ophioperla Koehler, 1912
  - Ophiophycis Koehler, 1901
  - Ophiophyllum Lyman, 1878
  - Ophiopleura Duncan, 1878
  - Ophioplinthus Lyman, 1878
  - Ophiopyrgus Lyman, 1878
  - Ophiosparte Koehler, 1922
  - Ophiosteira Bell, 1902
  - Ophiotitanos Spencer, 1907 †
  - Ophiotjalfa Mortensen, 1913
  - Ophiotypa Koehler, 1897
  - Ophiura Lamarck, 1801
  - Ophiuraster H.L. Clark, 1939
  - Perlophiura Belyaev & Litvinova, 1972
  - Praeaplocoma Broglio Loriga & Berti Cavicchi, 1972 †
  - Spinophiura Stöhr & Segonzac, 2006
  - Stegophiura Matsumoto, 1915
  - Syntomospina Morris, Rollins & Shaak, 1973 †
  - Uriopha Paterson, 1980

niet in een onderfamilie geplaatst
- Huangzhishania Chen, Shi & Kaiho, 2004 †
- Ophiochytra Lyman, 1880